# Ferreiraella caribbensis
Ferreiraella caribbensis is een keverslakkensoort uit de familie van de Abyssochitonidae. De wetenschappelijke naam van de soort is voor het eerst geldig gepubliceerd in 1988 door Sirenko.